# 85401 Yamatenclub
85401 Yamatenclub è un asteroide della fascia principale. Scoperto nel 1996, presenta un'orbita caratterizzata da un semiasse maggiore pari a 2,5305221 UA e da un'eccentricità di 0,1255794, inclinata di 3,50153° rispetto all'eclittica.